# Ольгово (садиба)
Ольгово — історична садиба в Московській області. Нині розташована у Дмитровському районі.
До 1820-х мало назву Льгово.

## Історія
Поселення в XVI столітті було палацовим селом, і належало царському двору. У 1619 році передано до вотчини Дмитровського воєводи, стольника Ф. В. Чапліна. Родина Чапліних володіла селом до середини 18 ст., а потім воно перейшло до родини Апраксіних. Рід Апраксіних розділився на титуловану і не титуловану дворянські гілки. Садиба Ольгово належала нетитулованій гілці. Апраксіни володіли садибою до приходу до влади більшовиків.
Садиба не була поруйнована після більшовицького перевороту, як більшість у Підмосков'ї. Її націоналізували. Зусиллями мистецтвознавця Ю. П. Анісімова на базі садиби створено музей дворянського побуту. Це надало можливість зберегти меблі роботи кріпаків, картини і портрети, порцеляну, колекцію пам'ятних медалей, музичні інструменти, колекцію холодної та вогнепальної зброї, старовинні годинники тощо. Музей існував до 1926 року. Речі з садиби передали в різні музеї, більшу частину яких отримав краєзнавчий музей у місті Дмитров. Серед них — і двісті п'ятдесят зразків пам'ятних медалей.
З 1930-х років в націоналізованій садибі розмістили санаторій. З 1934 року тут — 1-й районний піонерський табір Жовтневого району.

## Створення садиби
Теперішня садиба була сформована в конці XVIII — на початку XIX століття за сприяння генерал-фельдмаршала С. Ф. Апраксіна та генерала С. С. Апраксіна. Розбудова почалася в середині XVIII століття. Далі на роботи в садибу запросили популярного серед підмосковних володарів архітектора Франческо Кампорезі, італійця за походженням. Садибні споруди розділені на дві зони — житлову і службово-господарську, які поєднував колись шлях, обсажений деревами.
Розпланування житлової зони — симетричне, дещо відокремлене від оточення. Житловий комплекс складають палац, наскрізні галереї, бічні флігелі, що утворюють курдонер. Наскрізні галереї мали балюстради, прикрашені вазами. Поряд з палацом були оранжерея та театральний флігель. Театр якраз і створив архітектор Ф. Кампорезі наприкінці 18 століття. Оранжерею зруйнували, на її місці у 1883 році архітектор Н. В. Набоков створив дерев'яний службовий корпус. Курдонер облямовували також два житлові заокруглені флігелі для кріпаків та слуг — окрамі для чоловіків та жінок. До курдонеру підводила подвійна алея, початок яких позначали два декоративні обеліски. Початок почесного двору мав дві декоративні вежі в стилістиці псевдоготики.
На початку XIX століття прибудували кухні в спрощеній стилістиці провінційного класицизму, позбавленого декору.

## Палац
Садибний палац неодноразово перебудований, тому втратив цілісність, пропорційність і має вигляд вторинної, провінційної споруди. Центральна частина створена в середині XVIII століття. Наприкінці XVIII століття споруду добудував архітектор Ф. Кампорезі в дереві, але ззовні потинькували, аби споруда мала вигляд кам'яної. Двоповерхова споруда височить на кам'яних підмурках. З боку саду палац має шестиколонний портик та кам'яні бічні сходи у парк. Перебудови палацу у 1880-х роках та збільшення фронтонів погіршили виразність фасадів.
Центральну частину палацу займають два парадні зали, один вікнами на почесний двір, другий — у садибний парк. Їх декор має ознаки розвиненого стилю класицизм. Зала вікнами на парк в Ольгово лише ненабагато поступалася розмірами парадної Танцювальної зали палацу в Кусково Шеремєтєвих, але її декор більш стриманий. Архітектурні деталі зали вороблені з дерева, але вдало пофарбовані і справляють враження кам'яних. Зала обладнана також балконом для музик, а в декор введено гіпсові барельєфи з зображенням відомих представників роду Апраксіних. Меморіальне значення зали колись підсилювали також і парадні портрети представників родини, створені іноземними та російськими майстрами.
На початку XXI століття палац занепав, стоїть без дахів, перебуває в аварійному стані. Бічні флігелі парадного двору використовують як санаторій, частку займають магазин, склади, частка стоїть порожніми.

## Господарські споруди
Маловиразний ззовні садибний комплекс Ольгово тим не менше зберіг практично усі господарські споруди (окрім паперової фабрики, псарні) — двір для худби, кінний двір, конторські фігелі, манеж, клуні, сараї, будівлі ткацької мануфактури, що колись існувала в садибі.

## Пейзажний парк
Садиба оточена пейзажним парком, площа якого дорівнює сорока шести гектарам. В парку створено декілька ставків, один, що поблизу садибного палацу — зі штучним острівцем. Кожний ставок мав власну назву — «Чорний Горобець», «Білий Горобець», Малиновий Горобець.
За архівними даними, парк колись мав мережу стежок і низку садових павільйонів, що не збережені (Храм Переваг, Турецька мечеть, Триумфальна арка).